# Union Hill (Illinois)
Union Hill è un villaggio degli Stati Uniti d'America, situato nello Stato dell'Illinois, nella contea di Kankakee.